# Djibouti aux Jeux olympiques d'été de 2012
Djibouti participe aux Jeux olympiques d'été de 2012 à Londres au Royaume-Uni du 27 juillet au 12 août 2012. Il s'agit de sa 7e participation à des Jeux d'été.

## Athlétisme
Les athlètes du Djibouti ont jusqu'ici atteint les minima de qualification dans les épreuves d'athlétisme suivantes (pour chaque épreuve, un pays peut engager trois athlètes à condition qu'ils aient réussi chacun les minima A de qualification, un seul athlète par nation est inscrit sur la liste de départ si seuls les minima B sont réussis), :
Minima A réalisé par trois athlètes (ou plus)
- Aucun

Minima A réalisé par deux athlètes
- Aucun

Minima A réalisé par un athlète
- 5 000 mètres hommes

Minima B réalisé par un athlète (ou plus)
- Aucun

Hommes
Courses
| Athlète           | Épreuve | Séries   | Séries | Quarts de finale | Quarts de finale | Demi-finales | Demi-finales | Finale   | Finale |
| Athlète           | Épreuve | Résultat | Rang   | Résultat         | Rang             | Résultat     | Rang         | Résultat | Rang   |
| ----------------- | ------- | -------- | ------ | ---------------- | ---------------- | ------------ | ------------ | -------- | ------ |
| Mumin Gala        | 5 000 m | 13:21.21 | 10e    | NC               | NC               | NC           | NC           | 13:50.26 | 13e    |
| Ayanleh Souleiman | 1 500 m |          |        | NC               | NC               |              |              |          |        |

Femmes
Courses
| Athlète    | Épreuve | Séries   | Séries | Quarts de finale | Quarts de finale | Demi-finales | Demi-finales | Finale   | Finale |
| Athlète    | Épreuve | Résultat | Rang   | Résultat         | Rang             | Résultat     | Rang         | Résultat | Rang   |
| ---------- | ------- | -------- | ------ | ---------------- | ---------------- | ------------ | ------------ | -------- | ------ |
| Zourah Ali | 400 m   | NC       | NC     | 1:05.37          | 44e              | NC           | NC           | NC       | NC     |

## Judo
| Athlète      | Compétition    | 1/16 de finale      | 1/8 de finale              | Quarts de finale    | Demi-finales        | Repêchage 1         | Repêchage 2         | Finale              | Finale |
| Athlète      | Compétition    | Adversaire Résultat | Adversaire Résultat        | Adversaire Résultat | Adversaire Résultat | Adversaire Résultat | Adversaire Résultat | Adversaire Résultat | Rang   |
| ------------ | -------------- | ------------------- | -------------------------- | ------------------- | ------------------- | ------------------- | ------------------- | ------------------- | ------ |
| Sally Raguib | Moins de 57 kg | Exempt              | Corina Căprioriu 0000-1000 | NC                  | NC                  | NC                  | NC                  | NC                  | NC     |

## Natation
| Athlète           | Épreuve         | Séries  | Séries | Demi-finales | Demi-finales | Finale | Finale |
| Athlète           | Épreuve         | Temps   | Rang   | Temps        | Rang         | Temps  | Rang   |
| ----------------- | --------------- | ------- | ------ | ------------ | ------------ | ------ | ------ |
| Abdourahman Osman | 50 m nage libre | 27 s 25 | 49e    | NC           | NC           | NC     | NC     |

## Tennis de table
Femmes
| Athlète             | Compétition | Tour préliminaire                              | 1er tour         | 2e tour          | 3e tour          | 4e tour          | Quarts de finale | Demi-finales     | Finale           | Finale |
| Athlète             | Compétition | Adversaire Score                               | Adversaire Score | Adversaire Score | Adversaire Score | Adversaire Score | Adversaire Score | Adversaire Score | Adversaire Score | Rang   |
| ------------------- | ----------- | ---------------------------------------------- | ---------------- | ---------------- | ---------------- | ---------------- | ---------------- | ---------------- | ---------------- | ------ |
| Yasmin Hassan Farah | Simple      | Caroline Kumahara 0-4 (0-11, 2-11, 2-11, 4-11) | NC               | NC               | NC               | NC               | NC               | NC               | NC               | NC     |